# 西留村镇
西留村镇，原为西留村乡，是中华人民共和国河北省唐山市遵化市下辖的一个乡镇级行政单位。2022年1月，撤乡设镇。

## 行政区划
西留村镇下辖以下地区：
后铺村、西留村、东留村、白方寺村、学汉坨村、朱山庄村、老庄子村、五里屯村、黄庄子村、鄂庄子村、辛庄子村、赵庄子村、蒲池河村、西十里铺村、前铺村、后王庄村、前王庄村和大杨庄村。